# Vasco de Gama
Pour les articles homonymes, voir Vasco da Gama et Gama.
Pour l’article ayant un titre homophone, voir Gamma.
Vasco de Gama (en portugais : Vasco da Gama) né vers 1460 ou 1469 à Sines (Portugal) et mort le 24 décembre 1524 à Cochin aux Indes orientales, est un grand navigateur portugais, considéré comme le premier Européen à atteindre les Indes orientales par la route des Indes maritime, vers l'océan Indien, en contournant en 1498 le cap de Bonne-Espérance en Afrique du Sud, découvert en 1488 par Bartolomeu Dias, pendant la période des grandes découvertes.

## Contexte

### L'exploration de la côte d'Afrique par les Portugais (1434-1487)

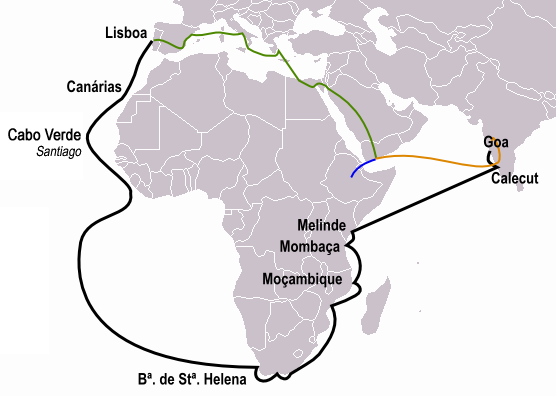
Ier voyage de Vasco de Gama

Lorsque Vasco de Gama embarque à Lisbonne en 1497, avec son navire amiral São Gabriel à la tête d'une flotte de quatre navires, cela fait huit décennies que les Portugais, d'abord sous la direction du prince Henri le Navigateur, explorent méthodiquement les côtes africaines de l'ouest et leurs richesses (or, esclaves, ivoire, gomme, maniguette).
Après la mort d'Henri le Navigateur en 1460, le roi Alphonse V de Portugal montre moins d'intérêt pour la poursuite de ces expéditions et en 1469 afferme le trafic avec l'Afrique à un groupe de commerçants mené par Fernão Gomes. Lorsque la charte pour le renouvellement de cette concession avec Gomes prend fin en 1474, l'infant Jean demande à son père de récupérer cette concession.
L'exploration se poursuit sous le règne de Jean II : les navigateurs portugais atteignent le fleuve Congo, puis la Namibie (Diogo Cão), puis en 1487, le cap de Bonne-Espérance (Bartolomeu Dias).

### Le projet d'atteindre les Indes sous le règne de Jean II (1481-1495)
L'étape suivante consiste à atteindre les Indes orientales (Inde, Chine, Japon, etc.), alors centre économique et commercial de l'ancien monde (épices, pierres précieuses, textile et riz), par la voie maritime pour briser le monopole de la république de Venise.
Jean II envoie Pêro da Covilhã vers les Indes. Il a pour mission de reconnaître les lieux, confirmer la provenance de marchandises, documenter les routes suivies par les musulmans. Il prépare ainsi les expéditions à venir vers l'Inde par voie maritime.

### ManuelIeret le royaume du prêtre Jean
Avec l'accession au trône de Manuel Ier de Portugal, les milieux joachimites millénaristes favorisés par leur diplomate Duarte Galvão et leur navigateur Afonso de Albuquerque, espèrent trouver le royaume du prêtre Jean et conclure avec lui une alliance de revers contre les Ottomans.

## Biographie

### Origines familiales et formation
Vasco de Gama naît vers 1460, ou 1469, à Sines, sur la côte sud-ouest du Portugal, probablement dans une maison près de l'église de Nossa Senhora das Salas. Sines, port de la province d'Alentejo, est alors un village de pêcheurs, avec des maisons peintes à la chaux et des toitures de tuiles rouges.
Il est le fils d'Estêvão de Gama, portugais issu de la petite noblesse, alcaide-mór (gouverneur) de Sines et Silves, et maître de l'ordre de Santiago, et d'Isabel Sodré, fille de João Sodré, qui est d'origine anglaise. Estêvão de Gama et Isabel Sodré ont eu cinq fils, successivement : Paulo da Gama, João Sodré, Vasco de Gama, Pedro da Gama et Buenos da Gama) et une fille, Teresa da Gama (qui a épousé Lopo Mendes de Vasconcelos).
Son enfance est bercée par les légendes des croisades et de la Reconquista : « Aller aux Maures ! » est le jeu préféré de l'enfant.
On sait peu de choses sur la jeunesse de Vasco de Gama. L'historien portugais Augusto Carlos Teixeira de Aragão suggère qu'il a étudié les mathématiques et la navigation dans la ville d'Évora, recevant peut-être des leçons de l'astronome Abraham Zacuto.

### Débuts (1480-1497)
Vers 1480, Vasco de Gama suit son père qui rejoint l'ordre de Sant'Iago de l'Épée. Le maître de Santiago est alors le prince Jean qui devient roi en 1481 sous le nom de Jean II. Jean II a une dévotion pour cet ordre, ce qui favorise les ambitions des Gama.
En 1492, Jean II envoie Vasco de Gama en mission dans le port de Setúbal et la région de l'Algarve pour saisir les navires français en représailles des dommages commis par les Français en temps de paix contre les navires portugais — une mission que Vasco de Gama effectue rapidement et efficacement.

### Le premier voyage à Calicut (1497-1498)

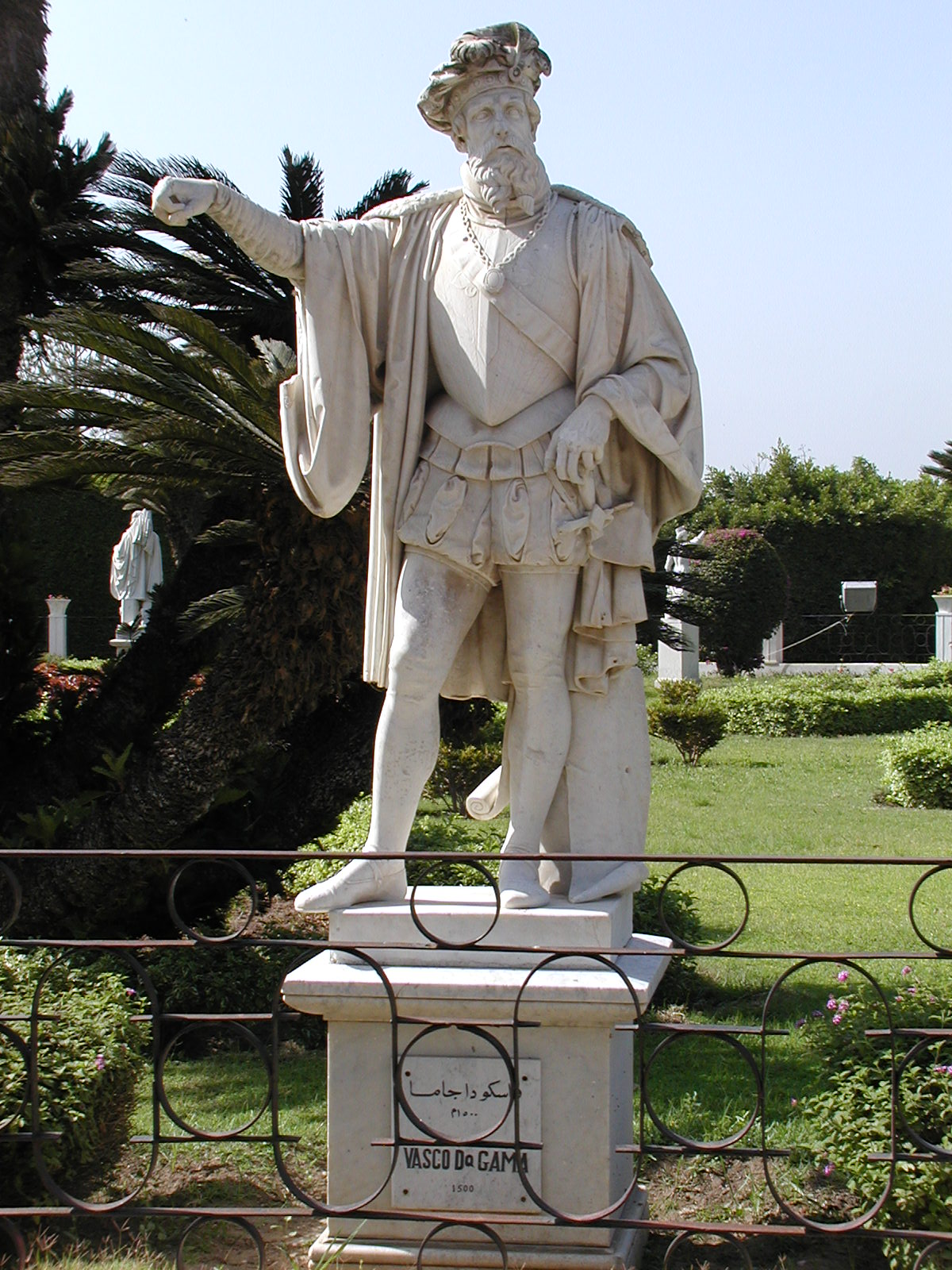
Statue du palais d'Antoniadis d'Alexandrie en Égypte.

En 1497, Manuel Ier fait appel à Vasco de Gama pour chercher le royaume du Prêtre Jean.

#### De Lisbonne à Calicut

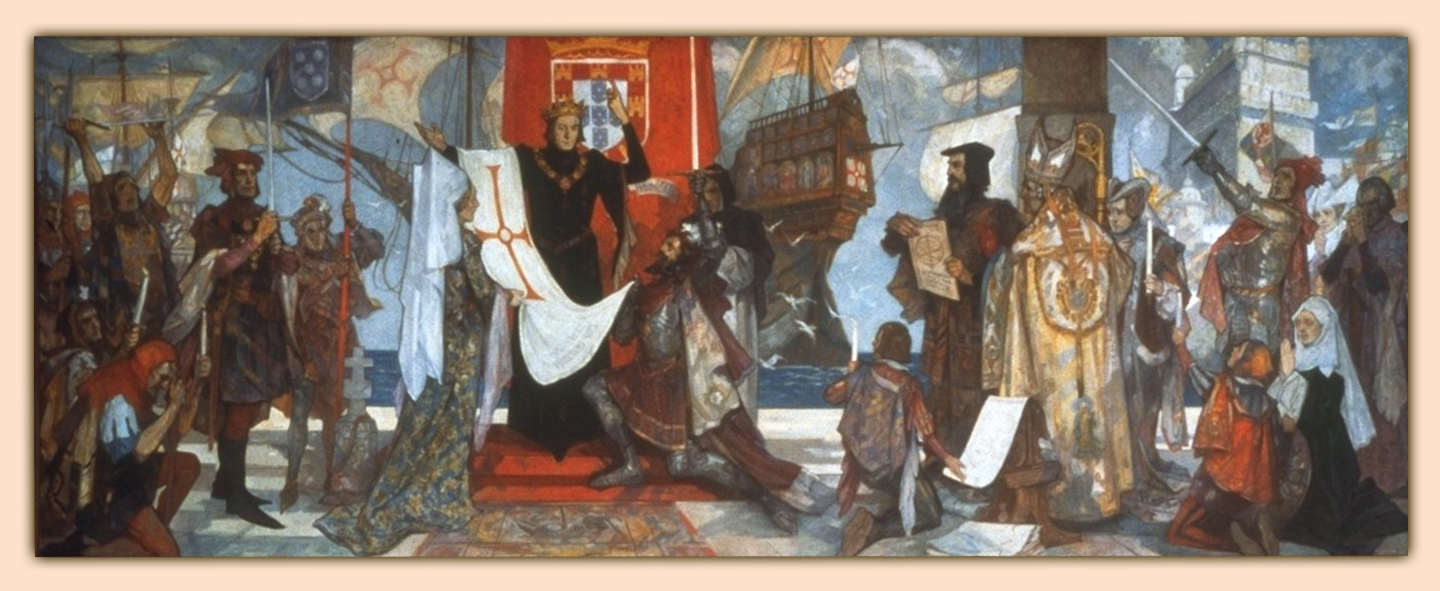
Départ de Vasco de Gama de Lisbonne en 1497, Université du Witwatersrand de Johannesbourg en Afrique du Sud.

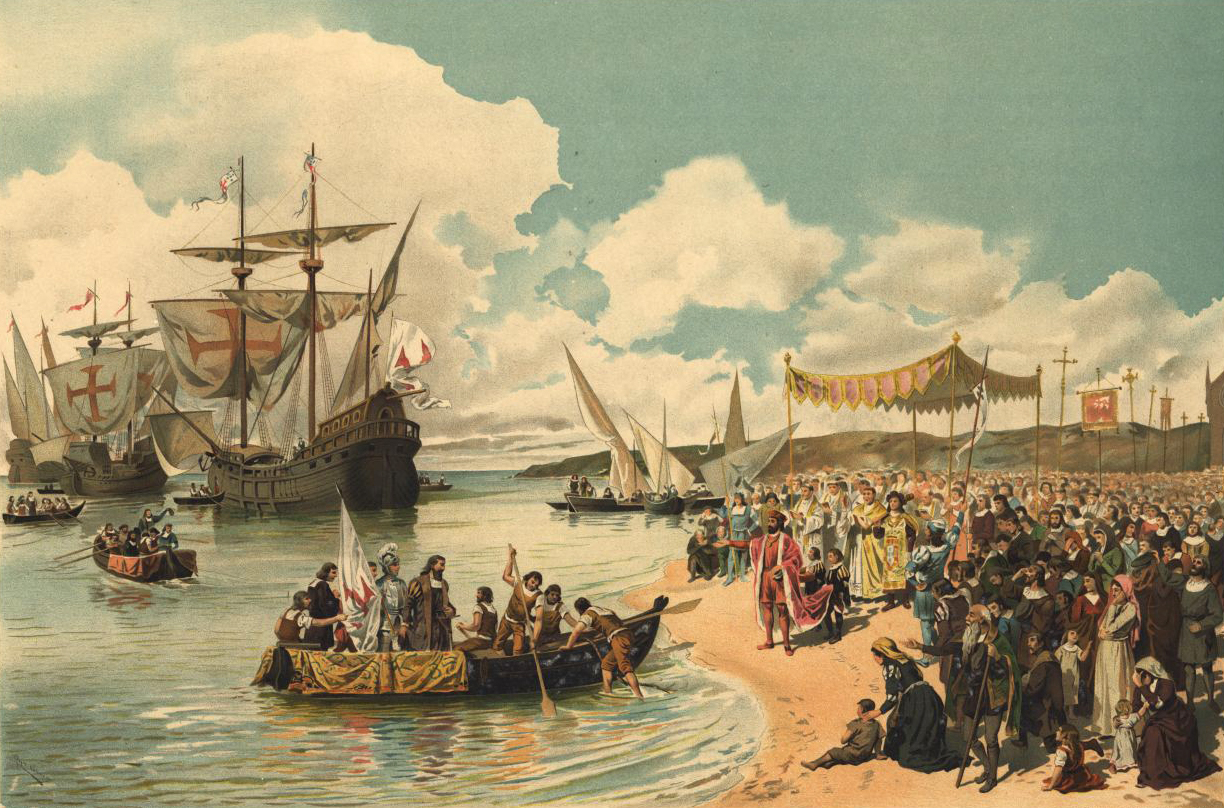
Départ de Lisbonne en 1497 (Bibliothèque nationale du Portugal de Lisbonne)

Vasco de Gama quitte l'estuaire du Tage le 8 juillet 1497 avec 200 hommes d'équipage à bord de son navire amiral São Gabriel, avec Gonçalo Álvares (en) comme capitaine, à la tête d'une flotte de quatre navires, avec les caraques São Rafael (dirigée par son frère Paulo da Gama), et São Miguel (ou Bérrio, dirigée par Nicolau Coelho) (aux couleurs de l'ordre du Christ du Portugal, nommés d'après les archanges de la Bible Gabriel, Raphaël et Michel) accompagnés d'un navire caravelle logistique pour le transport de vivres, le São Maria (dirigé par Gonzalo Nunez) de 200 tonneaux, lequel navire fut démantelé près de la baie de São Bràs sur la côte est de l'Afrique).
Il progresse, malgré les ravages causés par les tempêtes, les mutineries, la dysenterie et le scorbut, fait une grande « volte » au large du Brésil, évitant ainsi les vents et les courants contraires des côtes africaines avant de bifurquer vers l'est au large du cap de Bonne-Espérance, faisant ensuite étape dans les différents comptoirs jalonnant la route maritime de Bartolomeu Dias.

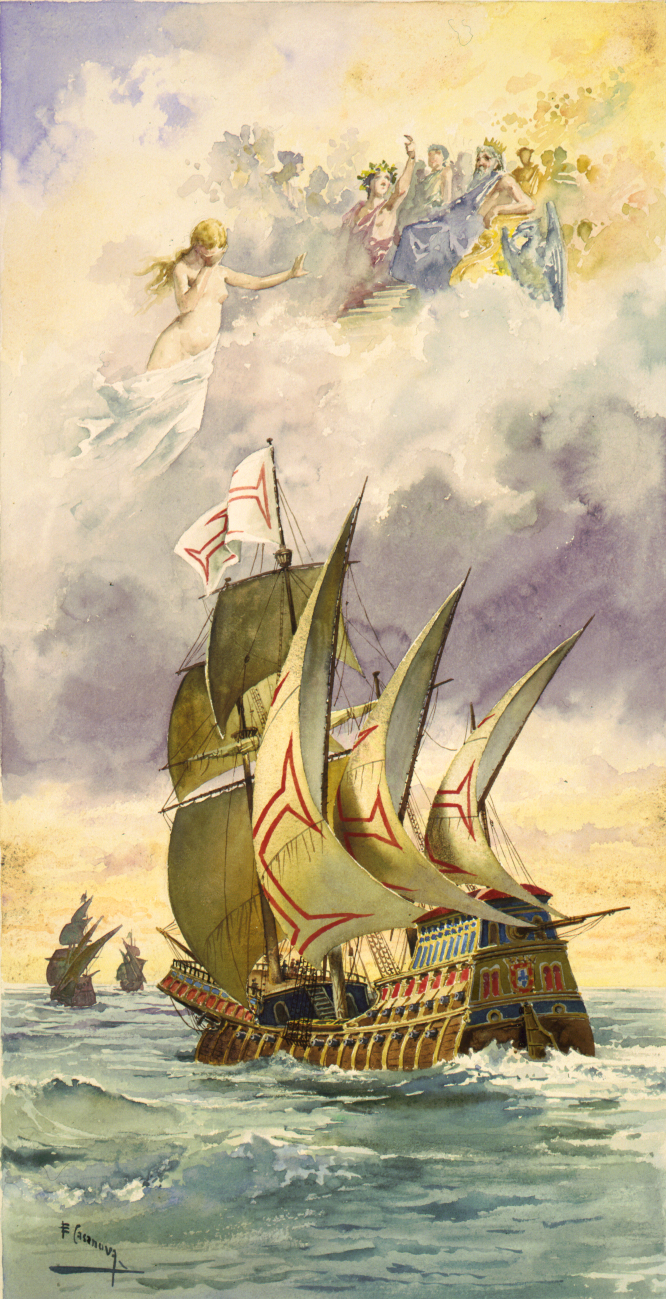
Navigation des São Gabriel, São Rafaele, et São Miguel.

Il double le cap de Bonne-Espérance le 22 novembre 1497, emmenant avec lui des guides indiens ou musulmans, prêtés ou arrachés de force aux petits souverains des côtes d'Afrique de l'Est car ils connaissent bien les courants de l'océan Indien. Le 21 mai 1498, il atteint le port indien de Pantalayini, situé à une vingtaine de kilomètres de Calicut, puis il débarque sur la plage de Kappad (en) le 28 mai, son équipage en guenilles étant exténué.

#### Séjour à Calicut et retour
Le voyage est un échec : le Zamorin de Calicut, déçu par les marchandises qu'il lui propose — miel, chapeaux, pots de chambre — lui refuse les avantages commerciaux qu'il demande et l'Inde compte moins de chrétiens qu'il n'escomptait.
Méprisés et incapables d'établir des échanges commerciaux, les Portugais doivent repartir trois mois plus tard, prenant en otage des notables pour assurer leurs arrières. Le voyage est difficile. La navigation est risquée et prend un autre trois mois avant d'arriver à Malindi où l'équipage décimé par le scorbut est enfin secouru. Les navires repartent sans le São Rafael, brûlé faute d'équipage suffisant à son bord. Le cap de Bonne-Espérance est doublé en mars 1499. Paulo de Gama succombe à la maladie et est enterré aux Açores. Le voyage s'achève enfin en septembre avec 54 survivants. 

#### Les honneurs après le retour
Malgré son échec commercial, Vasco de Gama est couvert d'honneurs à son retour, nommé « amiral des Indes » et à ce titre contrôle une partie du commerce avec l'Inde.
D'après l'historien indien, Sanjay Subrahmanyam, Vasco De Gama a découvert une voie maritime permettant de contourner la voie terrestre du Moyen-Orient. Cela permet aux Portugais d'éviter les impôts et taxes prélevées par le sultan d'Égypte, à l'inverse d'autres commerçants venant d'ailleurs (Vénitiens, Juifs de Méditerranée et autres) .
La cour de Manuel Ier, qui se proclame « seigneur de la conquête, de la navigation et du commerce d'Éthiopie, d'Arabie, de la Perse et de l'Inde », s'entiche de Gaspar, un juif converti par Vasco de Gama sur le chemin de retour, qui raconte aux courtisans ce qu'ils ont envie d'entendre, à savoir qu'il y a en Inde de nombreux chrétiens (ils pensent encore que le royaume du prêtre Jean se situe en Inde et que les hindous sont des chrétiens).

Représentations de la rencontre entre Vasco de Gama et le Samorain de Calicut
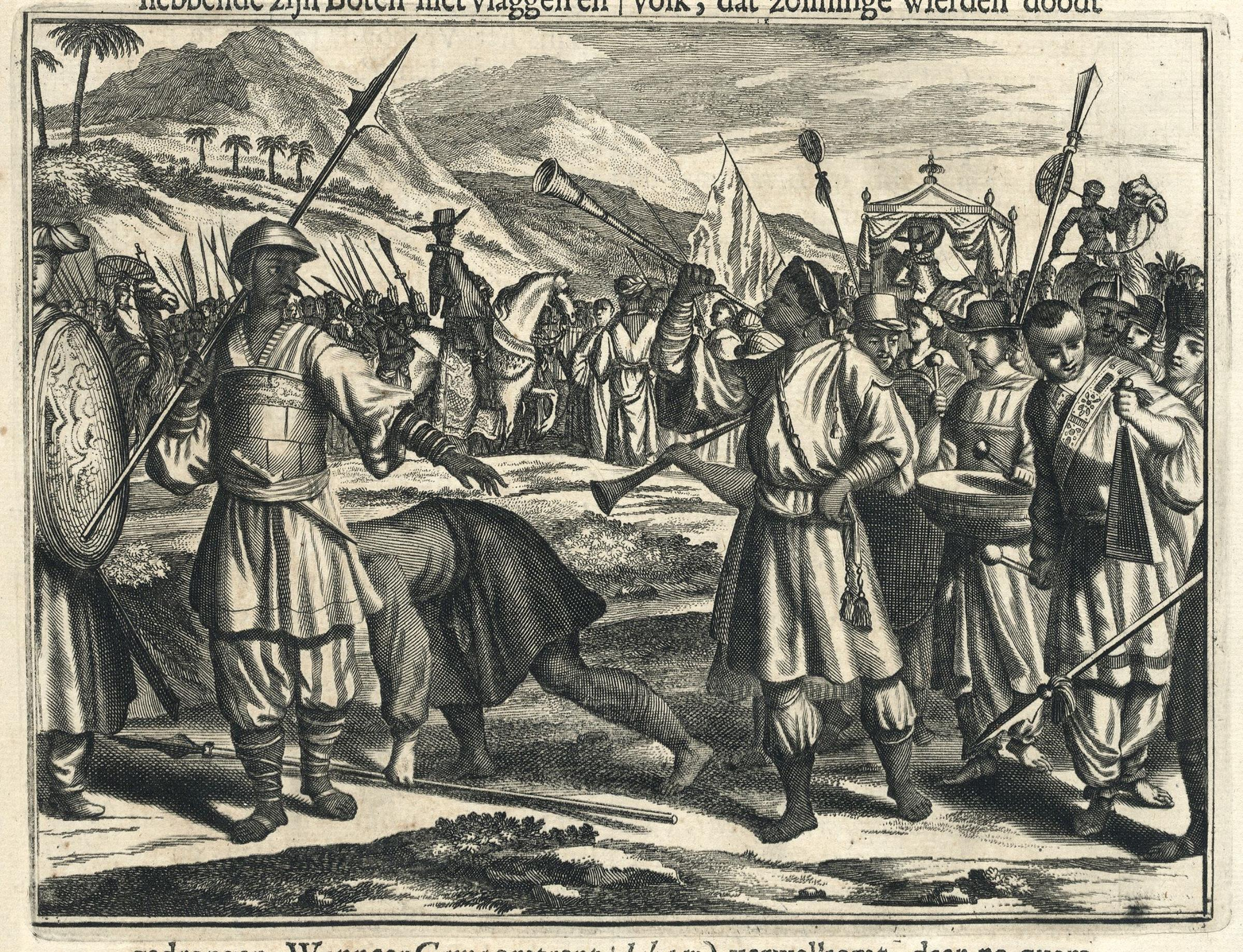
Vasco de Gama arrive auprès du Zamorin de Calicut, v. 1672
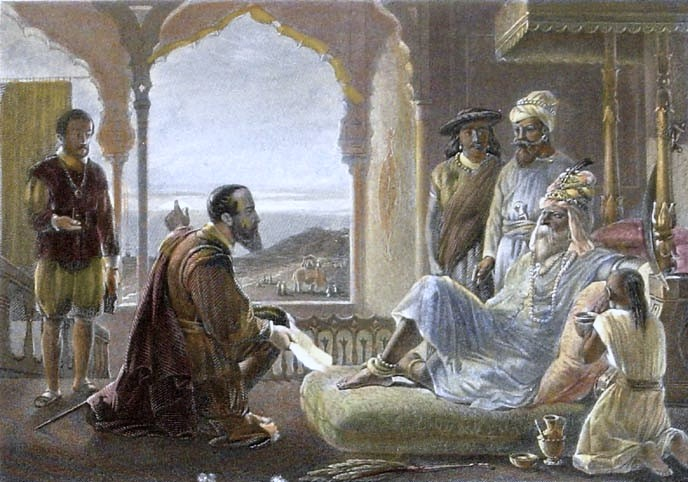
Rencontre de Vasco de Gama et du Zamorain, gravure, 1850
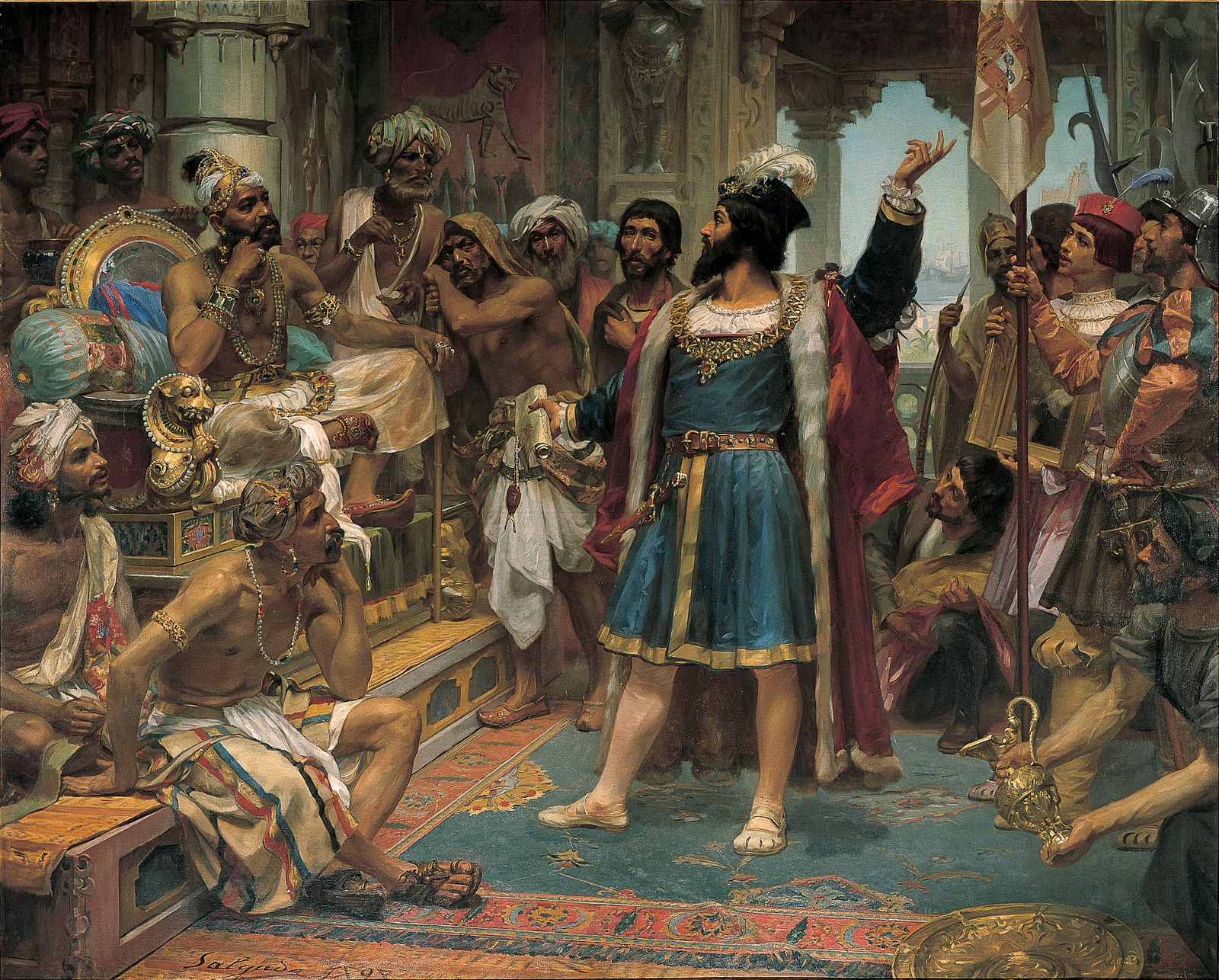
Vasco da Gama devant le Zamorin, Veloso Salgado, 1898
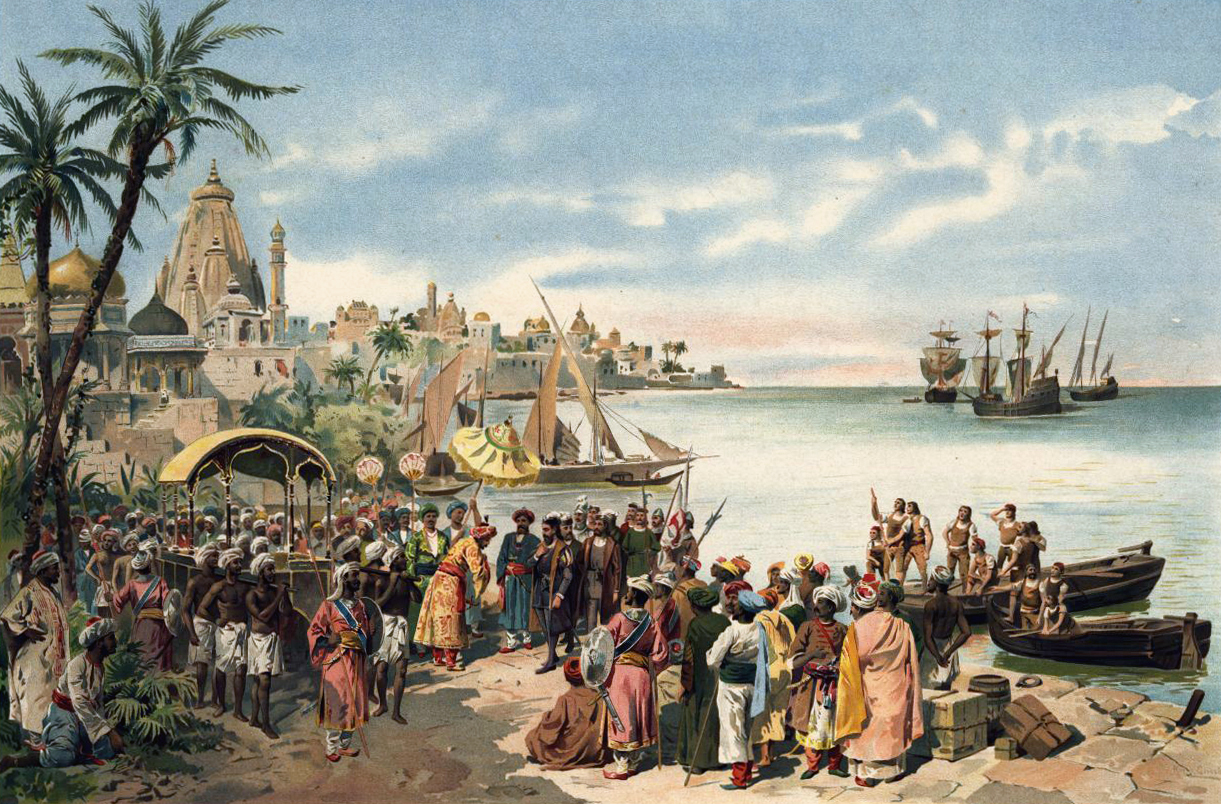
L'arrivée de Vasco de Gama à Calicut en 1498, Alfredo Roque Gameiro, v. 1900

### Le deuxième voyage (1502-1503)

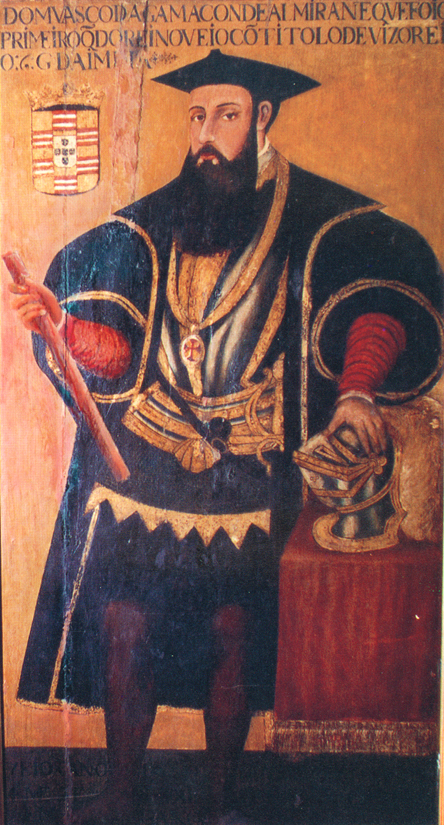
Vasco da Gama, Galerie des vice-rois portugais des Indes, Goa, XVIe siècle.

Planisphère de Cantino de 1502

Avec une flotte de vingt navires et des marchandises intéressant enfin les Indiens (de l'or et de l'argent, rapportés des grandes découvertes des Amériques), cette deuxième expédition est parfois violente en étant marquée notamment par le bombardement du port de Calicut en représailles aux massacres contre l'équipage de Pedro Álvares Cabral ou encore l'assaut, le 29 septembre 1502, contre le navire marchand Miri qui ramène des pèlerins de La Mecque. Vasco de Gama préfère brûler et couler le navire et laisser se noyer hommes, femmes et enfants plutôt que d'accepter la rançon que les riches marchands musulmans lui proposent, selon le témoignage de Thomé Lopes (en) de la 4e Armada portugaise des Indes (Gama, 1502) (en).
Bien que cette deuxième expédition marque les débuts de l'empire colonial portugais et rapporte à la couronne un butin substantiel ainsi que des privilèges commerciaux importants grâce aux comptoirs fondés sur les côtes africaines, le zamorin de Calicut n'est pas soumis, et l'espoir de trouver le royaume du prêtre Jean est déçu. Vasco de Gama tombe en disgrâce. Le roi Manuel sanctionne ainsi le clan des nobles qui privilégie le mercantilisme au détriment de la mission d'évangélisation.

### Disgrâce et semi-retraite (1503-1519)

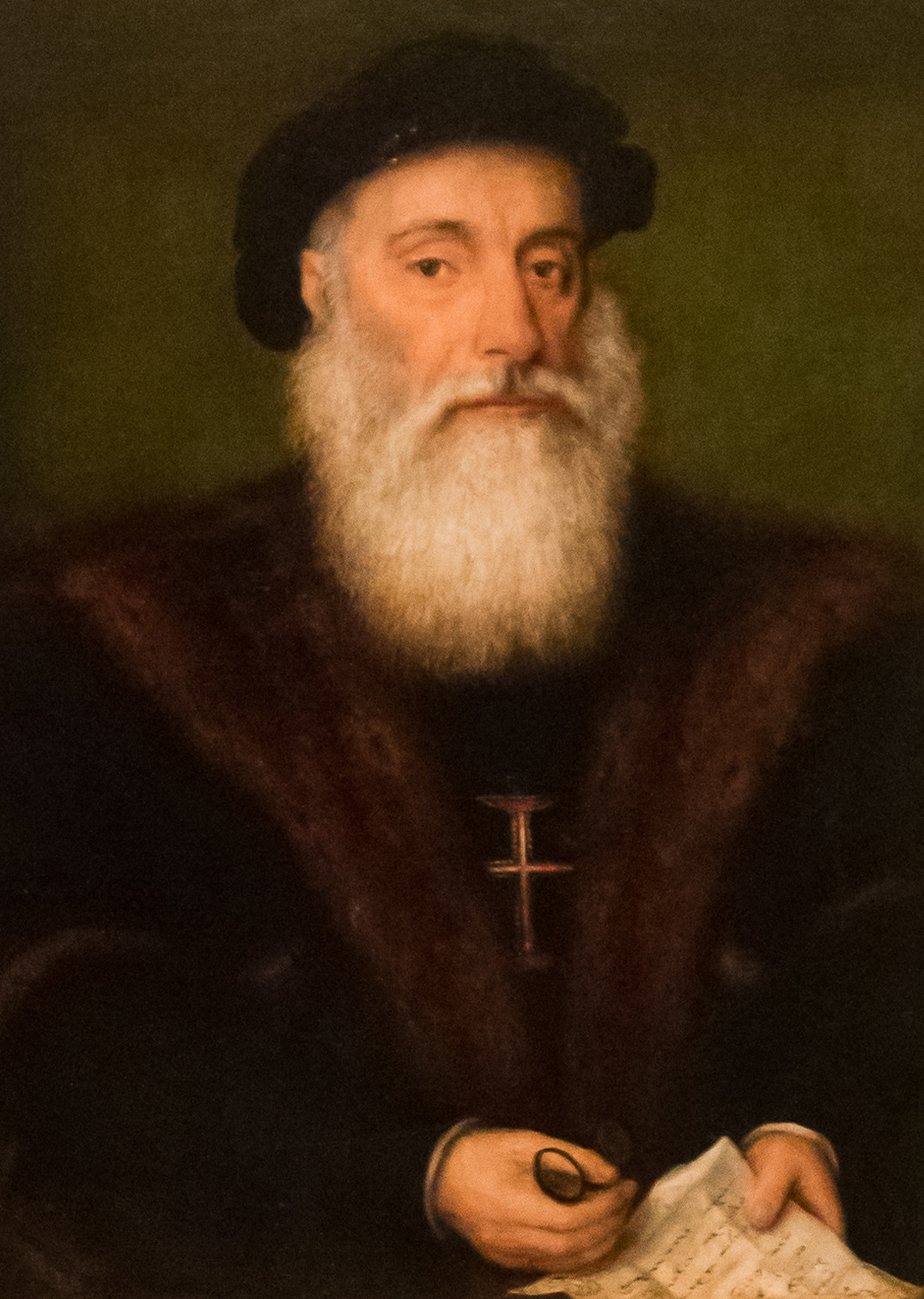
Portrait de Vasco de Gama par Gregório Lopes, 1525-50, Musée national d'Art ancien de Lisbonne

S'installant à Évora avec sa famille, il est laissé dans une semi-retraite pendant vingt ans tandis que Francisco de Almeida est nommé vice-roi des Indes en 1505.

### Retour en grâce, troisième voyage et décès (1519-1524)
Finalement, le roi Manuel Ier lui donne le titre de comte de Vidigueira en 1519 et son successeur Jean III, souhaitant lutter contre la corruption qui se développe dans les comptoirs, le nomme vice-roi des Indes en 1524.
Vasco de Gama entreprend un troisième voyage mais meurt de la malaria peu de temps après son arrivée.
Enterrés dans l'église Saint-François de Cochin, ses restes sont ramenés au Portugal par un de ses fils en 1539 et transférés dans un couvent de Carmélites, aujourd'hui propriété privée connue sous le nom de Quinta do Carmo, près du village de Vidigueira.

## Historiographie
À la différence de Christophe Colomb, Vasco de Gama n'a pas laissé de récit de voyage. Cependant, un de ses hommes resté anonyme a tenu un journal, qui donne un bon aperçu des problèmes qu'il leur fallut surmonter.

## Suites des voyages de Vasco de Gama

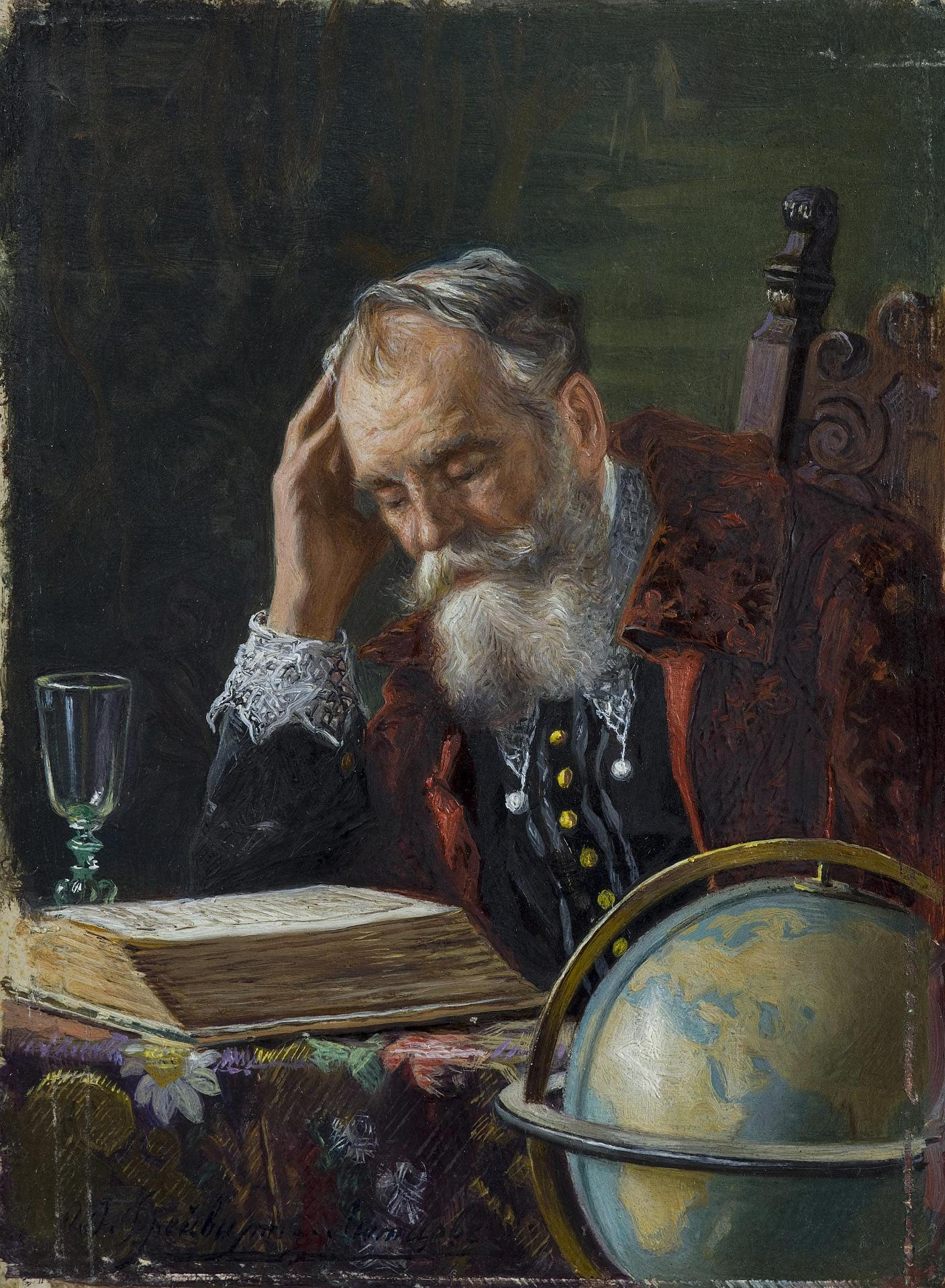
Portrait of Vasco da Gama, Musée de l'Ermitage de Saint-Pétersbourg.

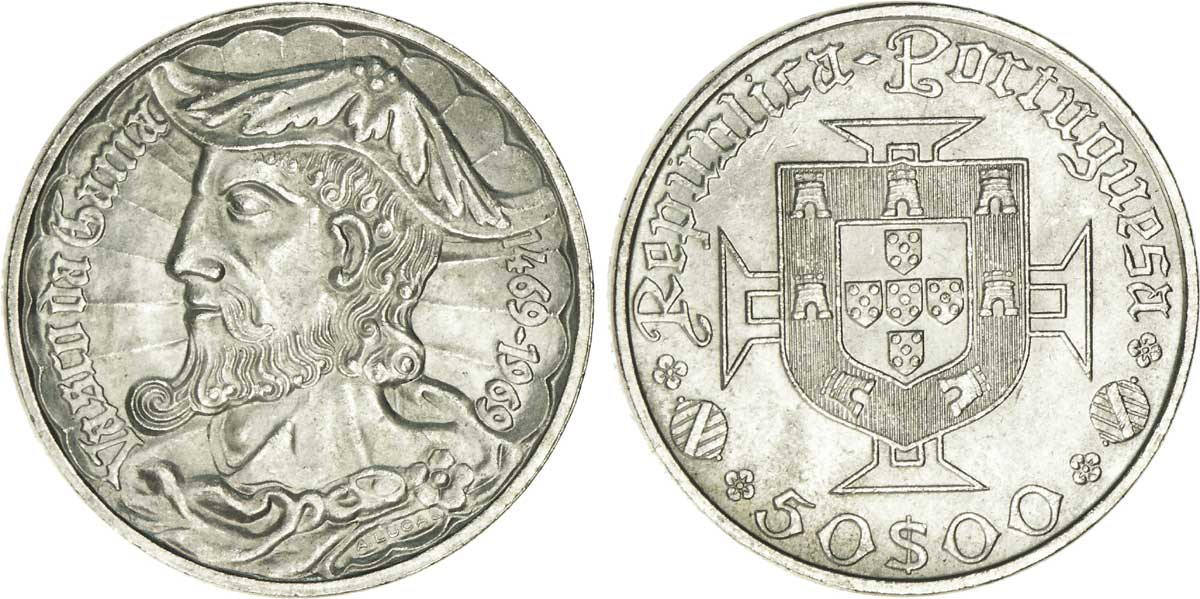
50 escudos célébrant le de la naissance de Vasco da Gama, 1969.

Ces voyages ouvrent une nouvelle voie maritime pour le commerce des épices au profit du royaume de Portugal, alors que l'Espagne (les royaumes de Castille et Aragon réunis par le mariage des Rois catholiques) aborde le continent américain à la suite des voyages de Christophe Colomb (le premier en 1492), qui croit d'abord avoir atteint les Indes.
En 1494, le traité de Tordesillas attribue au Portugal la zone terrestre (sauf l'Europe et les îles Canaries) située à l'est du méridien passant à 370 lieues à l'ouest des îles du Cap-Vert, l'Espagne recevant les terres à l'ouest de ce méridien. Le Portugal développe alors un empire fait de comptoirs commerciaux des côtes de l'Afrique aux Indes orientales, ainsi qu'au Brésil, découvert en 1500, tandis que l'Espagne conquiert les empires aztèque puis inca, en Amérique du Sud et centrale.
À partir du XVIIe siècle, les possessions du Portugal (uni à l'Espagne depuis 1580) sont en butte aux attaques des marins de la république des Provinces-Unies, un État apparu en 1581 dans le cadre de l'insurrection des Pays-Bas contre Philippe II, et plus spécialement de sa Compagnie des Indes orientales (VOC, Vereenigde Oostindische Compagnie), créée en 1602, qui est à l'origine de l'empire colonial des Provinces-Unies. Un peu plus tard, ce sont les Anglais qui font leur apparition.

## Postérité

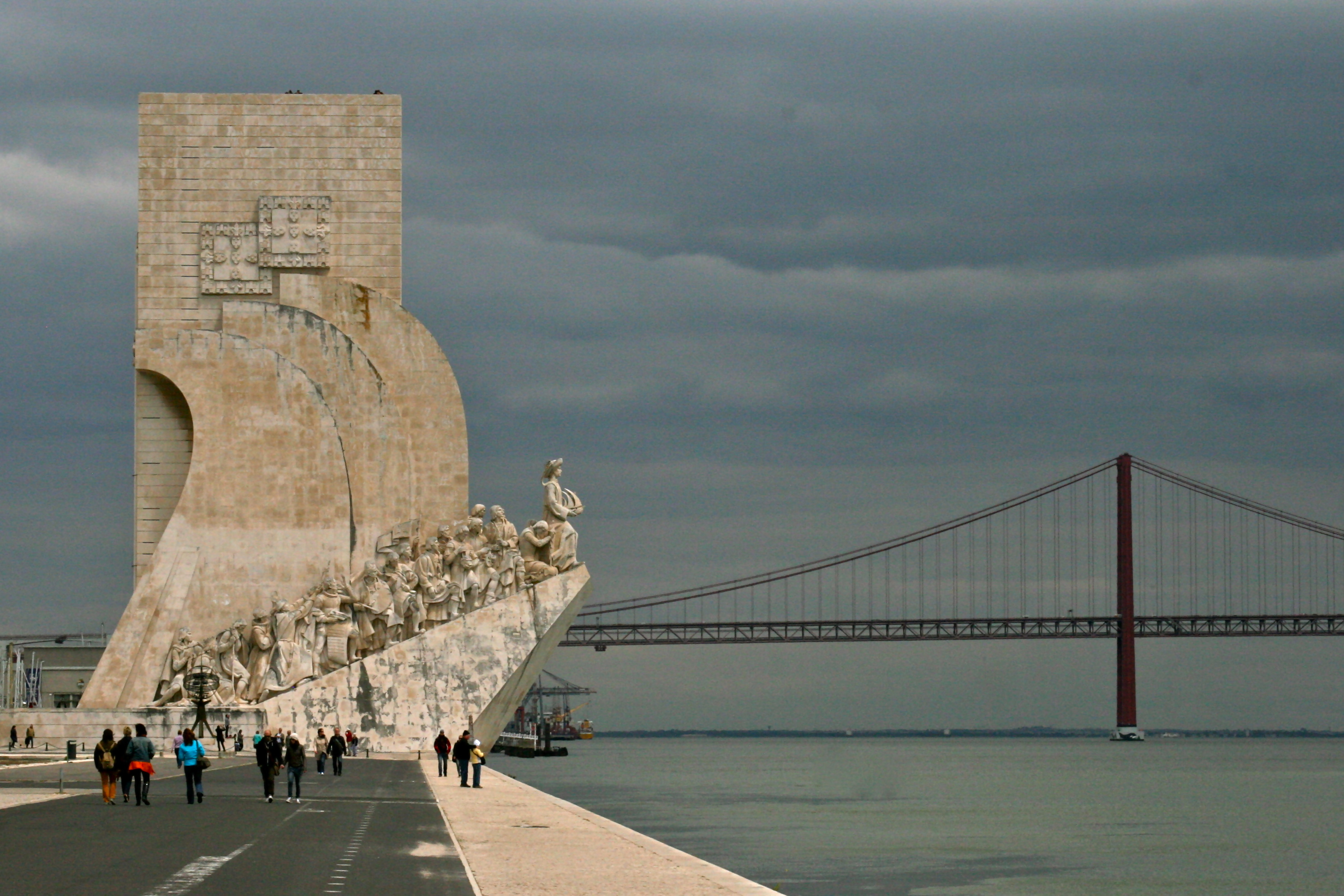
Monument aux Découvertes de Belém (Lisbonne)

- Présenté au musée de la Marine (Lisbonne)
- Représenté parmi les navigateurs portugais du Monument aux Découvertes de Lisbonne
- Le poème épique Les Lusiades de Luís de Camões en 1572 remanie l'épopée de Vasco de Gama pour en faire un mythe[22] ;
- en 1880, le transfert de ses ossements dans le monastère des Hiéronymites de Lisbonne a soulevé la polémique chez les nationalistes portugais car il y eut probablement une confusion avec d'autres ossements, les siens étant restés dans la région d'Alentejo[11] ;
- en 1960, inauguration de son cénotaphe du Panthéon national (Lisbonne), pour commémorer le 400e anniversaire de sa disparition.
- en 1934, le poète portugais Fernando Pessoa lui consacre son poème Message où « le ciel déchiré ouvre l'abîme à l'âme de l'Argonaute »[16] ;

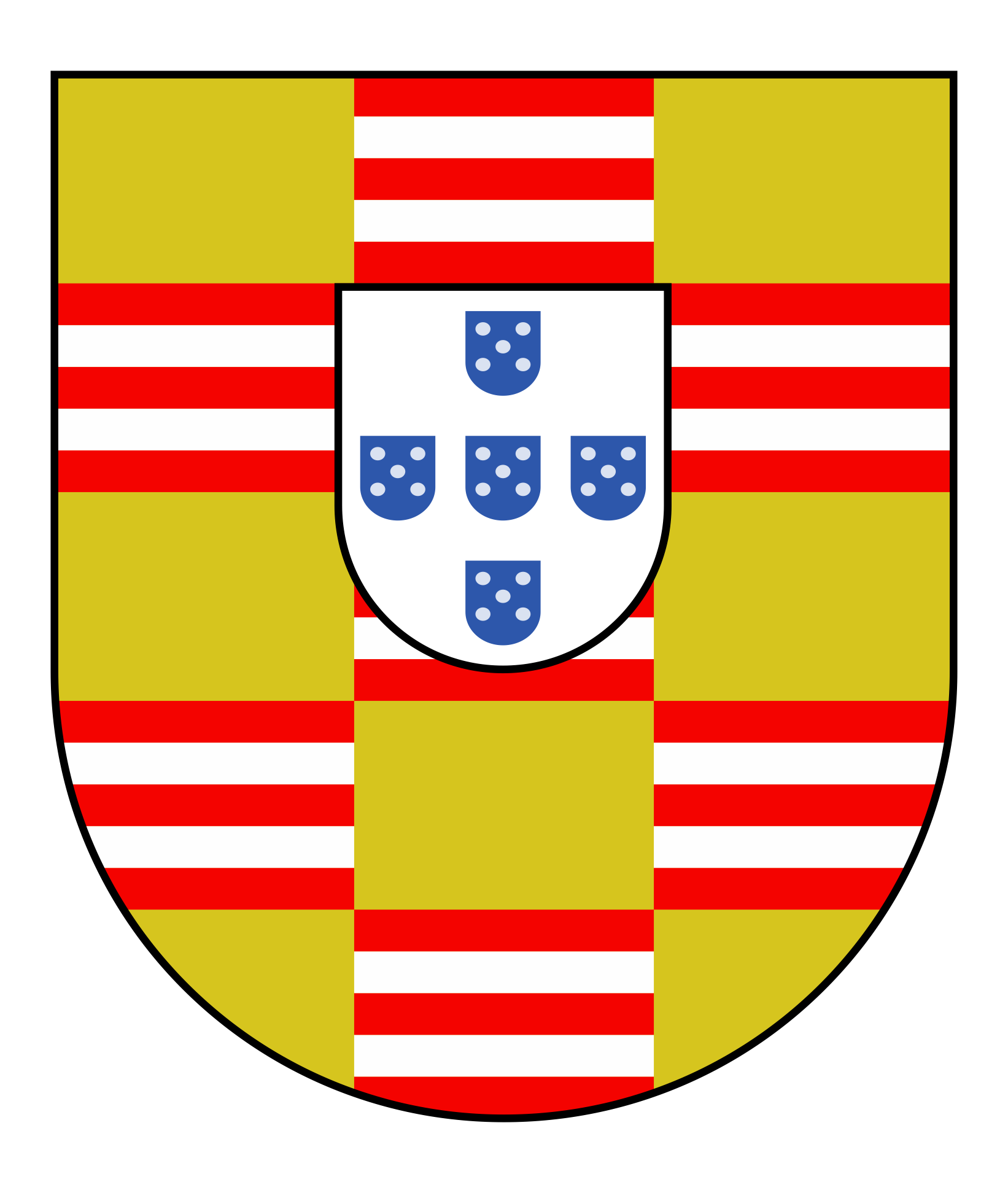
Blason de Vasco de Gama.

- en 1994, Vasco de Gama fut représenté sur les billets de banque portugais de 5 000 escudos (environ 25 euros) ;
- le deuxième plus long pont d'Europe, situé à Lisbonne, porte son nom : pont Vasco da Gama ;
- une ville porte son nom dans l'État de Goa, en Inde ;
- un quartier et un club de football de Rio de Janeiro, au Brésil, portent son nom ;
- une rue du quinzième arrondissement de Paris porte son nom ;
- à Lisbonne, sont baptisés de son nom les centre Vasco de Gama, jardin Vasco de Gama, et Musée Aquarium Vasco de Gama ;
- Une tour de 145 mètres dans le Parque das Nações a été construite pour l'Expo '98 ;
- La célébration du 500e anniversaire du passage du cap de Bonne-Espérance en 1997 a réveillé le nationalisme portugais et rappelé à un grand nombre d'Indiens que Vasco de Gama est le premier colonisateur de leur pays[23] ;
- Les manuels scolaires et bandes dessinées portugais continuent aujourd'hui d'évoquer l'épopée mythique de Vasco de Gama[16] ;
- Dans Les Tueurs de temps de Gérard Klein (1965) le vaisseau du capitaine Varun Shangrin est nommé le Vasco de Gama ;
- Figure dans l'opéra L'Africaine de Giacomo Meyerbeer.

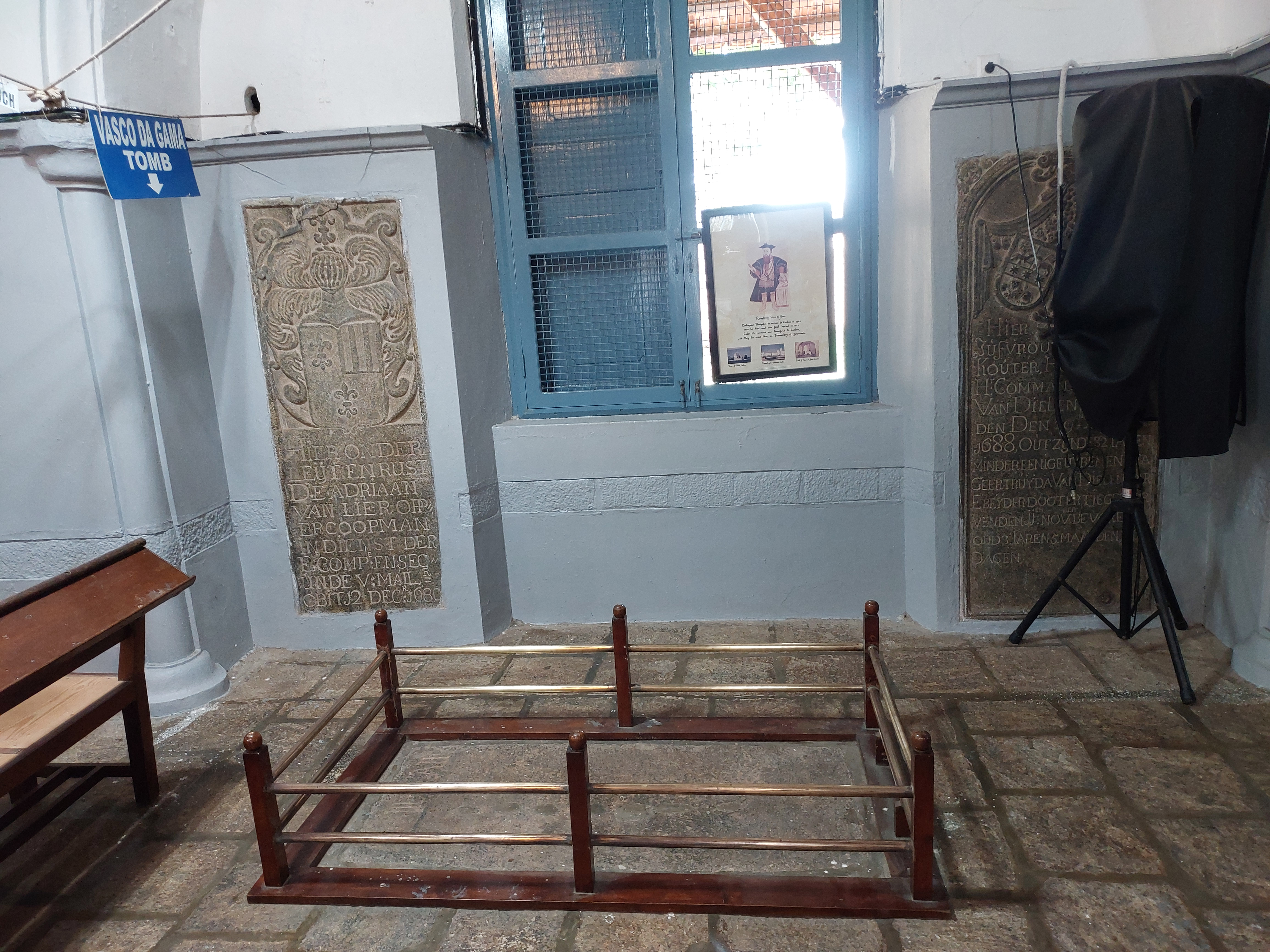
Première sépulture de Vasco de Gama à Cochin (Inde).
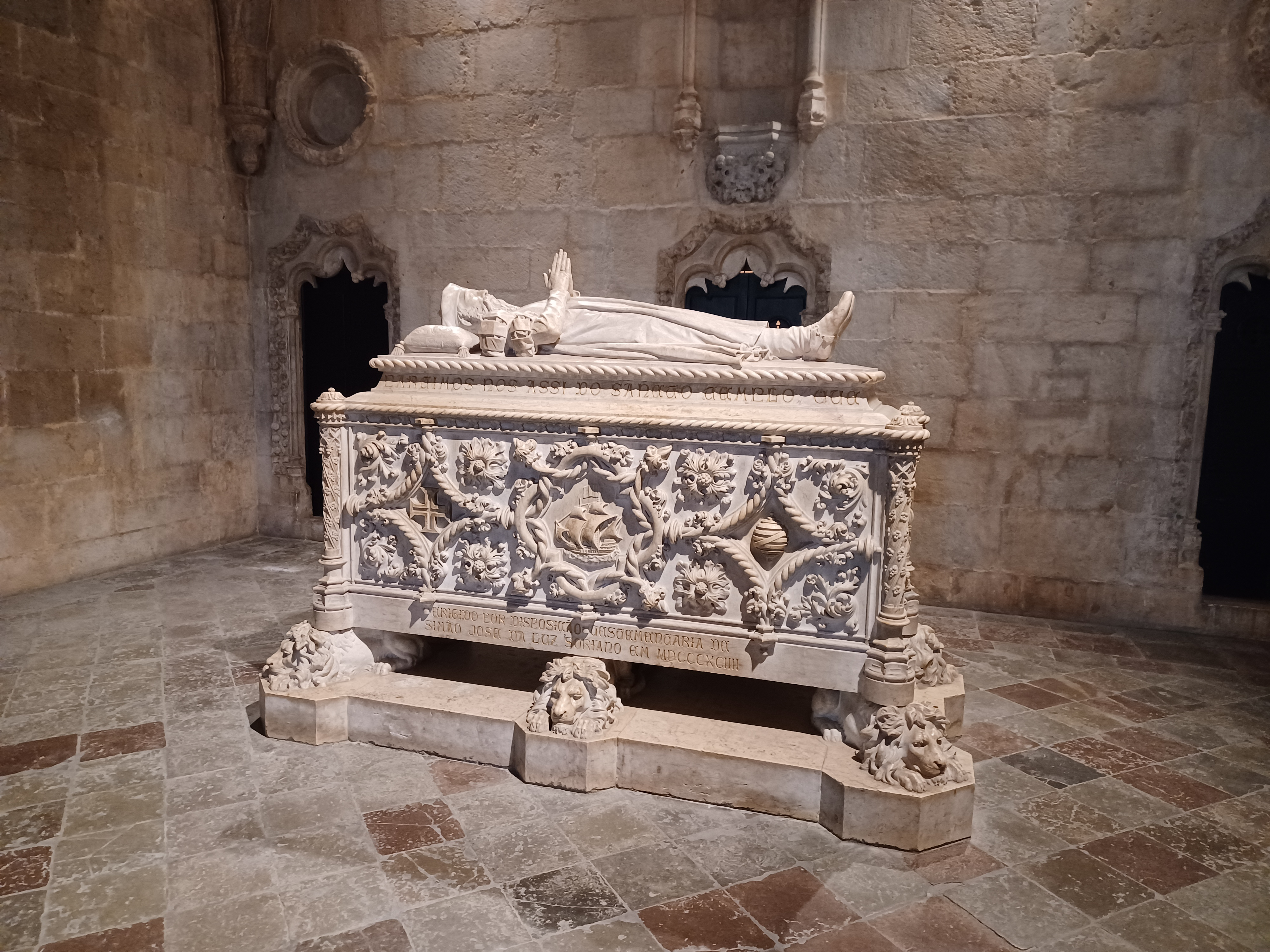
Cénotaphe au monastère des Hiéronymites de Lisbonne.
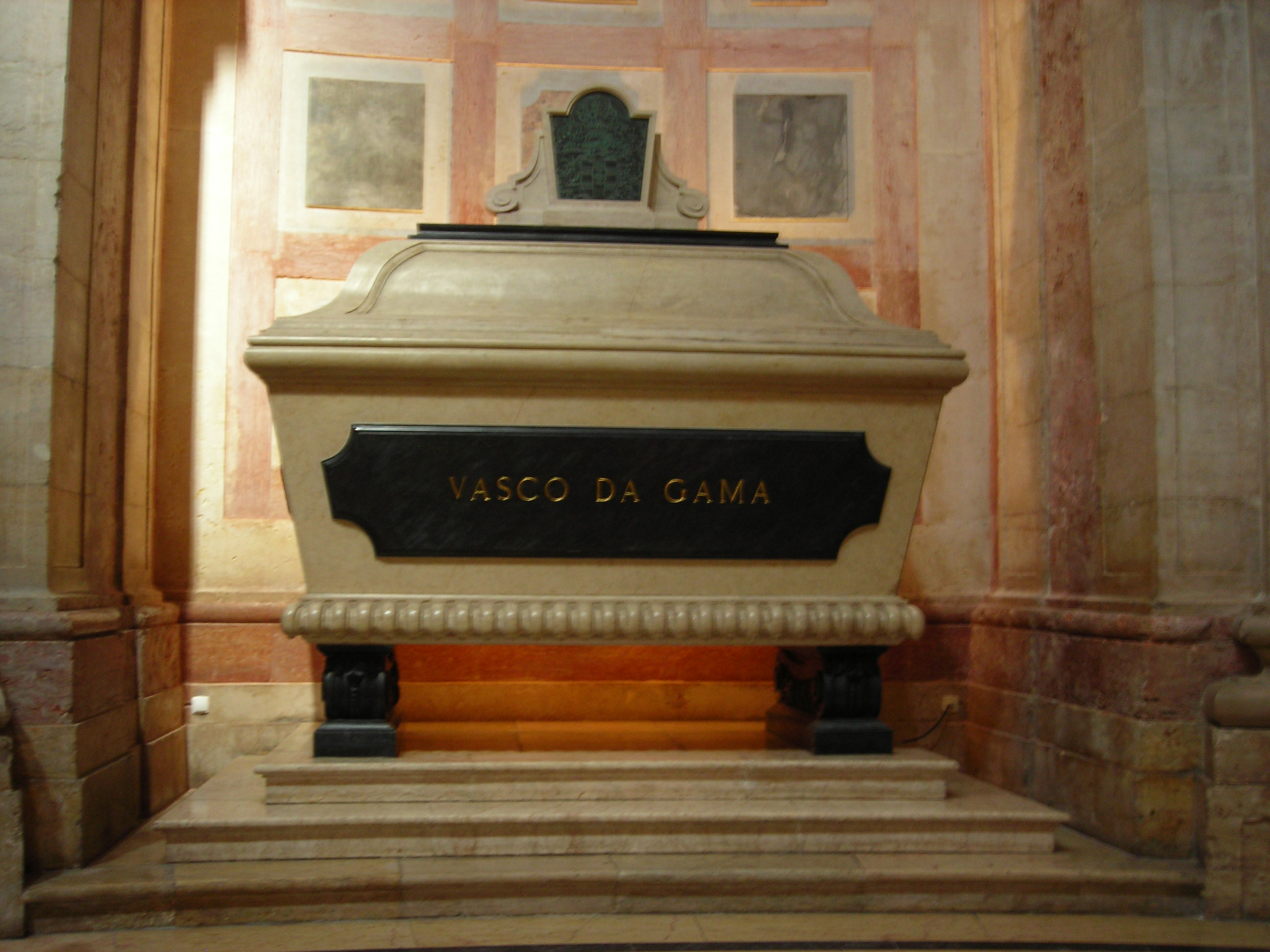
Cénotaphe du Panthéon national (Lisbonne)
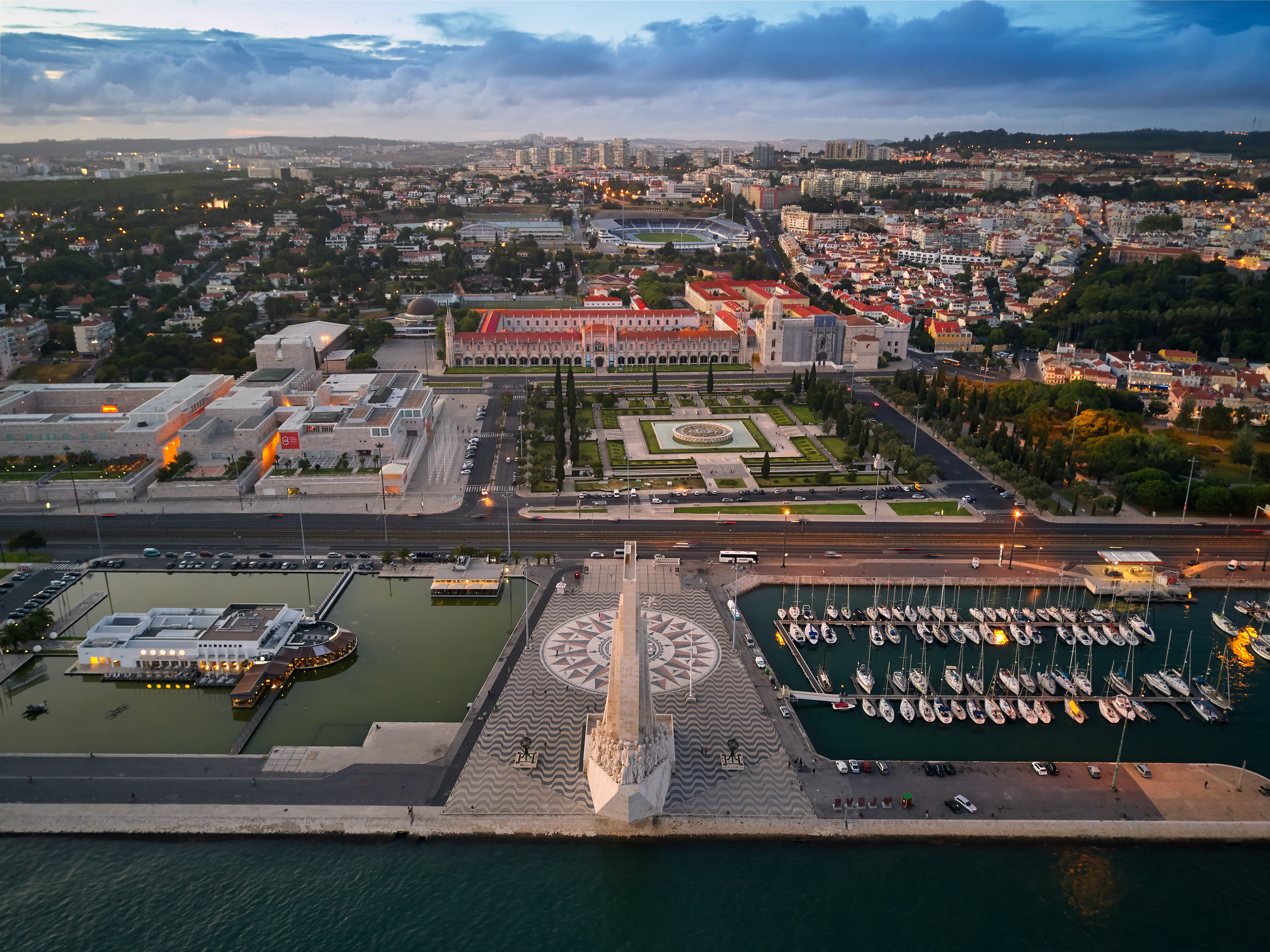
Monument aux Découvertes, monastère des Hiéronymites et musée de la Marine de Belém (Lisbonne)